# Emma Kimiläinen
Emma Kimiläinen, née le 8 juillet 1989 à Helsinki, est une pilote automobile finlandaise. Elle participe aux W Series depuis 2019.

## Biographie
Emma Kimiläinen fait ses débuts en karting à l'âge de 3 ans. Elle passe en monoplace en 2005 en Formule Ford, dans le championnat d'Europe du Nord, dont elle est sacrée vice-championne en 2006. Vice-championne de Suède en Radical Cup en 2007, Emma Kimiläinein se fait remarquer par Audi qui lui offre un test en Deutsche Tourenwagen Masters. Audi cherche alors une pilote féminine capable d'être titulaire en DTM pour la saison 2008 mais signe finalement Katherine Legge. Audi recrute cependant Kimiläinen en tant que jeune pilote et la place en ADAC Formel Masters. Très déçue de son année après une dixième place au général, Kimiläinen perd le soutien du constructeur allemand à cause de la crise de 2008. Emma Kimiläinen trouve refuge en Formule Palmer Audi en 2009 où elle finit cinquième. Elle se retire du sport automobile en 2009 et fonde une famille en se mariant et en donnant naissance à une fille. Pendant cette période, elle reprend également ses études, et devient directrice des ventes d'une grande société de sécurité.
En 2014, elle reçoit un appel surprise de PWR Racing qui la recrute pour participer au Championnat scandinave des voitures de tourisme (STCC), devenant la première femme depuis 15 ans à rouler dans ce championnat. Dans ce championnat pendant trois ans, elle est blessée au cou en 2016 et fait l'impasse sur le reste de la saison. Elle passe en V8 Thundercar Europe du Nord en 2017. Elle décide de rejoindre le championnat de GT électrique pour la saison 2018, championnat qui sera finalement reporté puis annulé. Dans une interview en 2016, elle déclare vouloir rejoindre la Formule E, le DTM ou le WTCC. 
Sans volant, elle retourne en monoplace avec les W Series, championnat de Formule 3 exclusivement réservé aux femmes, pour la saison 2019. Un accident à la première manche au Hockenheimring réactive sa blessure au cou et la force à déclarer forfait pour les deux manches suivantes. De retour pour les trois dernières manches, elle remporte sa première victoire dans le championnat, ainsi que son premier hat-trick à Assen,. 
Elle réalise un bon championnat de W Series 2019 en ayant réalisé une pole position, trois meilleur tour en course et deux podiums dont une victoire ce qui la classe 5e du championnat en ayant manqué deux manches sur les six au programme. 
En 2020, la W Series ne pouvant pas se dérouler, elle participe à la W Series Esports League qui est un championnat d'esport de dix manches sur IRacing. Chaque manche est divisée en trois courses avec des points pour les quinze premiers et un point pour le meilleur tour en course. Emma Kimiläinen termine la W Series Esport League à la seizième place avec deux victoires.
Emma Kimiläinen continue d'avoir de bons résultats en 2021 dans le W Series. Elle réalise une pole position, un meilleur tour en course et cinq podiums dont une victoire ce qui lui permet de se classer 3e du championnat.

## Résultats en compétition automobile
- 2005 : 

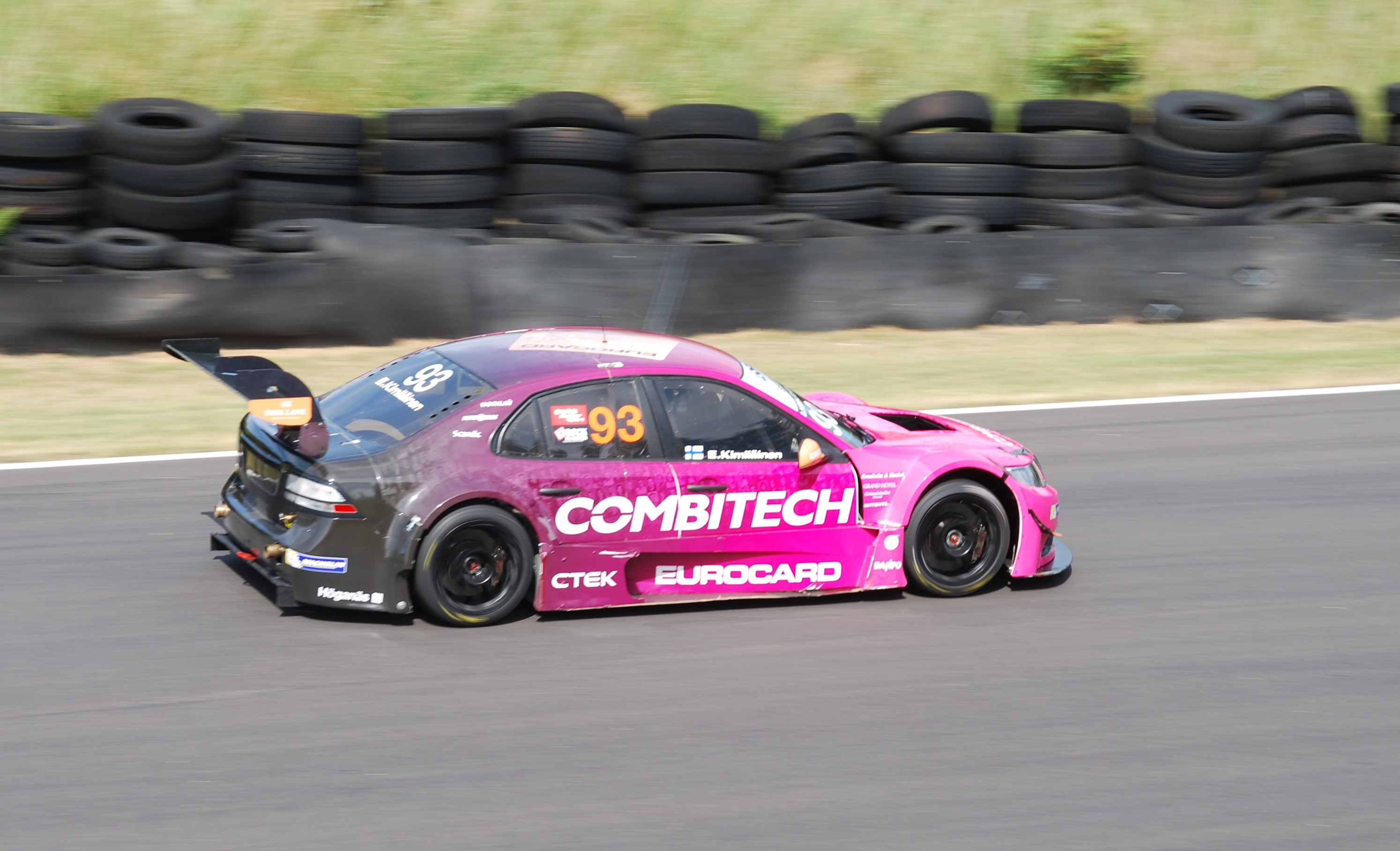
Emma Kimiläinen en 2015 dans le championnat scandinave des voitures de tourisme à Falkenbergs Motorbana

  - Formule Ford Europe du Nord : 5e
- 2006 : 
  - Formule Ford Europe du Nord : 2e, quatre victoires
- 2007 : 
  - Radical Cup Suède : 2e, trois victoires
- 2008 : 
  - ADAC Formel Masters : 10e
- 2009 : 
  - Formule Palmer Audi : 5e
- 2014 : 
  - Championnat scandinave des voitures de tourisme : 11e
- 2015 : 
  - Championnat scandinave des voitures de tourisme : 7e
- 2016 : 
  - Championnat scandinave des voitures de tourisme : 11e
- 2017 : 
  - V8 Thundercars Europe du Nord : 5e, deux victoires
- 2019 : 
  - W Series : 5e, une victoire
- 2021 : 
  - W Series : 3e, une victoire
- 2022 : 
  - W Series : 8e, un podium